# Salen, Ardnamurchan
Salen (en gaélico escocés: An t-Sàilein) es una villa costera en la península de Ardnamurchan, con vistas a la Bahía de Salen que es una ensenada del mar, Loch Sunart. Localizado en el área de consejo escocesa de las Highlands, está en la carretera a Ardnamurchan Point, el punto más occidental de Gran Bretaña.

## Etimología
Salen viene del gaélico escocés Sàilean, que significa "ensenada pequeña". Muchos de los nombres locales provienen de la Época Vikinga como Sunart, que deriva de Suaineart, "Svein fjord"; y Acharacle originalmente significando "Campo de Torquil". Esto es evidencia de la ocupación escandinava de gran parte de la Escocia del norte y occidental del siglo IX. Somerled, quien fundó el Señorío de las Isles, puede haber procedido del área.

## Historia

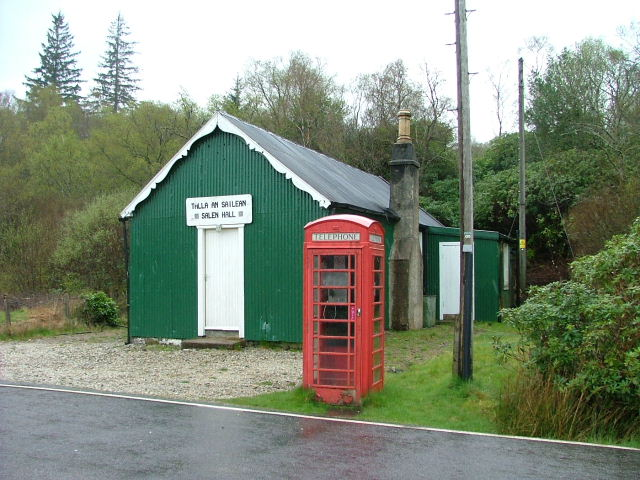
Sala de fiestas de Salen, en abril de 2007

En los 90 empezó la restauración del bosque de roble que rodea Salen y el área fue propuesta como Área Especial de Conservación. Hay muchos senderos locales donde se evidencia la actividad humana, que proviene de la Edad de Piedra. Salen ha sido durante siglos uno de lugares más seguros del Loch Sunart. El muelle de piedra fue construido cuando Salen era uno de los puertos principales en el siglo XIX visitado por barcos de vapor y otros navíos. En 2011 las instalaciones en el muelle se ampliaron con un pontón de nueve amarraderos.
El Hotel Salen fue construido por C.D. Rudd, el millonario de diamantes, quien junto con Cecil Rhodes compraron una participación de la mina de oro De Beers y campos de diamante.
Durante la Segunda Guerra Mundial, debido a la lejanía y la facilidad con que la península podía ser aislada, el área entera se utilizó para formación militar de las Fuerzas Especiales. La creación de edificios militares se puede ver en Salen y se pueden encontrar restos de los cartuchos utilizados en entrenamientos militares por los senderos locales.